# Місцезнаходження копалин поблизу с. Московей
Місцезнаходження копалин поблизу с. Московей (рум. Amplasamentul fosilifer de lângă satul Moscovei) — пам'ятка природи геологічного або палеонтологічного типу в Кагулському районі Республіки Молдова. Розташована між селами Московей (Кагульський район) і Дерменджи (Тараклійський район), на правому схилі долини річки Салчія-Маре (лісовий обхід Московей, ділянка 52G, 53B; 2, 3). Має площу 10 га, або 18,49 га за деякими пізнішими оцінками. Об’єктом управляє лісове господарство «Сілва-Суд» Кагул.

## Опис
На ділянці є пліоценові алювіальні відклади Карбалії з залишками скелетів деяких тварин, характерних для молдавського фауністичних комплексів, зокрема Alilepus lascarevi, Ochotona antiqua та Prochotona gigas, Nannospalax macoveii, Pliomys kowalski, Pliopentaurista moldaviensis, Hyaenna borissiaki (майже цілий скелет), Anancus arvernensis (нижня щелепа з утвореннями), Propotamochoerus provincialis, Tapirus cf.pardinensis, Gazellopsira torticornis і Gazela sp.

## Статус охорони
Постановою Ради Міністрів Молдавської РСР від 08.01.1975 р. № 5 об'єкт взято під охорону держави, а охоронний статус підтверджено Законом № 1538 від 25 лютого 1998 року про фонд природних територій, що охороняються державою.  Землевласником пам’ятки природи на момент видання Закону 1998 року було Тараклійське районне державне лісове господарство.  Тим часом ним керував Кагульський лісгосп «Сілва-Суд».
Місцезнаходження є еталоном для молдовського фауністичного комплексу в Східній Європі. Виявлені кістки мають наукове та пізнавальне значення.
За станом на 2016 рік навколо заповідної території не встановлено жодного інформаційного знака, а її межі жодним чином не демарковані.